# وزارت دادگستری
وزارت دادگستری یکی از وزارت‌خانه‌های ایران است. به موجب اصل یکصد و شصتم قانون اساسی این وزارت‌خانه «مسئولیت کلیه مسائل مربوط به روابط قوه قضائیه با قوه مجریه و قوه مقننه را بر عهده دارد و از میان کسانی که رئیس قوه قضائیه به رئیس‌جمهور پیشنهاد می‌کند انتخاب می‌گردد.» وزیر دادگستری تنها وزیری است که برای انتخاب به این سمت، نیازمند کسب اعتماد رؤسای هر سه قوه است.
رئیس قوه قضائیه می‌تواند اختیارات تام مالی و اداری و نیز اختیارات استخدامی غیر قضات را به وزیر دادگستری تفویض کند. در این صورت وزیر دادگستری دارای همان اختیارات و وظایفی خواهد بود که در قوانین برای وزرا به‌عنوان عالی‌ترین مقام اجرایی پیش‌بینی می‌شود.

## شرح وظایف
این وزارت‌خانه علاوه بر هماهنگی بین سه قوه، وظایف چندگانه دیگری دارد که «اقدام در جهت احقاق حقوق شهروندان ایرانی مقیم خارج از کشور و معاضدت حقوقی به اتباع ایرانی مقیم سایر کشورهای جهان، پاسخ به استعلامات حقوقی دستگاه‌ها و مدیریت امور پرداخت دیه از بیت‌المال حمایت از قربانیان جرم و مجرمان جرایم غیرعمد» بخشی از آن‌ها را در برمی‌گیرد. و وظیفهٔ خلع‌ید و رفع تصرف از اراضی ملی نیز بخشی از مسئولیت‌هایی است که بر عهدهٔ دادگستری شهرستان‌هاست؛ و دادگستری باید بر زمینه‌هایی همچون خلع‌ید، رفع تصرف از اراضی ملی، مطالبه خسارت و، چرای بدون رعایت مقررات قانونی و تخریبِ اراضی ملی نظارت کند.

## معاونت‌ها
وزارت دادگستری جمهوری اسلامی ایران چهار معاونت با عنوان‌های حقوق بشر و امور بین‌الملل، حقوق مالکیت فکری، حقوقی و امور مجلس، و توسعه مدیریت و پشتیبانی دارد. مرجع ملی کنوانسیون مبارزه با فساد از واحدهای مستقل این وزارت‌خانه است و مرجع ملی کنوانسیون حقوق کودک نیز از سال ۱۳۸۸ زیرمجموعه وزارت دادگستری قرار گرفت.

## وزیران دادگستری
| نام                                   | نگاره                                 | آغاز تصدی                             | پایان تصدی                            | نخست‌وزیر                       |
| ------------------------------------- | ------------------------------------- | ------------------------------------- | ------------------------------------- | ------------------------------ |
| اسدالله مبشری                         |                                       | ۲۶ بهمن ۱۳۵۷                          | ۳۰ خرداد ۱۳۵۸                         | مهدی بازرگان                   |
| احمد صدر حاج‌سیدجوادی                  |                                       | تیر ۱۳۵۸                              | ۱۵ آبان ۱۳۵۸                          | مهدی بازرگان                   |
| به صورت شورایی زیر نظر سید محمد بهشتی |                                       | ۲۵ آبان ۱۳۵۸                          | ۱۳۵۹                                  | شورای انقلاب                   |
| ابراهیم احدی                          |                                       | ۱۴ آبان ۱۳۵۹                          | ۱۳ دی ۱۳۵۹                            | محمدعلی رجایی                  |
| سید محمد اصغری                        |                                       | ۲۵ خرداد ۱۳۶۰                         | ۲۴ مرداد ۱۳۶۳                         | میرحسین موسوی                  |
| حسن حبیبی                             |                                       | ۲۴ مرداد ۱۳۶۳                         | ۷ شهریور ۱۳۶۸                         | میرحسین موسوی                  |
| تغییر قانون اساسی و حذف سمت نخست‌وزیری | تغییر قانون اساسی و حذف سمت نخست‌وزیری | تغییر قانون اساسی و حذف سمت نخست‌وزیری | تغییر قانون اساسی و حذف سمت نخست‌وزیری | رئیس‌جمهور                      |
| محمداسماعیل شوشتری                    |                                       | ۷ شهریور ۱۳۶۸                         | ۲ شهریور ۱۳۸۴                         | اکبر هاشمی رفسنجانی            |
| محمداسماعیل شوشتری                    | سید محمد خاتمی                        | ۷ شهریور ۱۳۶۸                         | ۲ شهریور ۱۳۸۴                         |                                |
| جمال کریمی‌راد                         |                                       | ۲ شهریور ۱۳۸۴                         | ۷ دی ۱۳۸۵                             | محمود احمدی‌نژاد                |
| غلامحسین الهام                        |                                       | ۷ دی ۱۳۸۵                             | ۱۲ شهریور ۱۳۸۸                        | محمود احمدی‌نژاد                |
| سید مرتضی بختیاری                     |                                       | ۱۲ شهریور ۱۳۸۸                        | ۲۴ مرداد ۱۳۹۲                         | محمود احمدی‌نژاد                |
| مصطفی پورمحمدی                        |                                       | ۲۴ مرداد ۱۳۹۲                         | ۲۹ مرداد ۱۳۹۶                         | حسن روحانی                     |
| سید علیرضا آوایی                      |                                       | ۲۹ مرداد ۱۳۹۶                         | ۳ شهریور ۱۴۰۰                         | حسن روحانی                     |
| امین‌حسین رحیمی                        |                                       | ۳ شهریور ۱۴۰۰                         | تاکنون                                | سید ابراهیم رئیسیمسعود پزشکیان |